# Старосултангулово (Оренбургская область)
Старосултангулово — село в Асекеевском районе Оренбургской области в составе сельского поселения  Новосултангуловский сельсовет.

## География
Находится на правом берегу реки Большой Кинель на расстоянии менее чем в 3 километрах на юго-восток от районного центра Асекеево.

## История
Село Султангулово основано в XVIII веке татарами, названо по имени основателя, получившего землю за службу. После подавления восстания Пугачёва в село подселились беженцы башкиры. В 1830-х годах село разделилось: большая часть жителей ушла в Новосултангулово, оставив башкир преимущественно в Старосултангулово.

## Население
Население составляло 397 человек в 2002 году (98% татары),  396 по переписи 2010 года.